# Jean-Ernest de Hanau-Münzenberg
Jean-Ernest de Hanau-Münzenberg-Schwarzenfels (13 juin 1613 à Schwarzenfels – 12 janvier 1642 à Hanau), fut le dernier comte de la lignée de Hanau-Münzenberg. Il a succédé à son petit-neveu Philippe-Louis III de Hanau-Münzenberg en 1641. Lorsque Jean-Ernest est mort en 1642, Hanau-Münzenberg est passé à la lignée de Hanau-Lichtenberg.

## Biographie
Jean-Ernest était le fils du comte Albert de Hanau-Münzenberg-Schwarzenfels et son épouse, la comtesse Ehrengard de Isenburg-Büdingen.
Jean-Ernest a fait ses études à l'école de l'ancien couvent de Schlüchtern, qui est maintenant appelé le Ulrich-von Hutten-Gymnaseet à l'Université de Bâle. Après avoir terminé ses études, il a entrepris un Grand Tour de France. Il est retourné chez lui en 1633. La Guerre de Trente Ans a contraint sa famille, à se réfugier à Worms et, plus tard, à Strasbourg, où ils ont fait face à de graves difficultés financières. Après la mort de son père, il a suivi sa mère à Francfort.
Contrairement à son père, il n'a pas contesté le droit de son neveu de régner seul sur Hanau-Münzenberg et ne demande pas un rôle en tant que co-régent. Il est en bons termes avec son neveu Philippe-Maurice de Hanau-Münzenberg et son épouse Sibylle-Christine d'Anhalt-Dessau.

## Règne
Philippe-Louis III mourut le 21 novembre 1641, à l'âge de 9 ans. Avec sa mort, la lignée principale de Hanau-Münzenberg s'éteint, et le comté revient à Jean-Ernest, comme le seul représentant mâle de la ligne de Hanau-Münzenberg-Schwarzenfels.
Peu de temps après l'ascension sur le trône, il se fiance à Suzanne-Marguerite d'Anhalt-Dessau, sœur de Sibylle-Christine. Toutefois, il est mort avant d'avoir pu se marier. Suzanne Marguerite a finalement épousé Jean-Philippe de Hanau-Lichtenberg. Sa sœur, Sibylle-Christine a épousé le frère aîné de Jean Philippe, qui était le successeur de Jean-Ernest, Frédéric Casimir de Hanau. Les deux mariages sont restés sans enfants.

## La mort
Jean-Ernest est mort de la Variole, le 12 janvier 1642, après un règne de seulement sept semaines. Les médecins traitants, y compris Peter de Spina III, avait reconnu la maladie très tard et l'ont traité avec des laxatifs et des saignées quand il était en train de mourir.
Il a été enterré le 26 février 1642 dans le caveau de la famille dans l'Église sainte-Marie, à Hanau, qui a dû être prolongé d'abord, comme il était plein. Le cercueil en métal dans lequel il a été enterré, a été volé en 1812, pendant les Guerres napoléoniennes. Son corps et les cadavres d'autres cercueils volés, ont été inhumés dans un cercueil commun.
Jean Ernest a été remplacé par Frédéric-Casimir, qui était aussi comte de Hanau-Lichtenberg, ce qui a permis la réunification de Hanau dans une seule main, après une séparation de 184 ans. Comme Frédéric Casimir était encore mineur, il se tenait sous la régence du baron Georges II de Fleckenstein-Dagstuhl (en).